# Маслов Володимир Єлисейович
Володи́мир Єлисе́йович Ма́слов (* 11 липня 1933, Чутове, Полтавська область — † 27 травня 2007, Кременчук) — український педагог, 1965 — кандидат технічних наук, 1969 — доцент, 1985 року нагороджений орденом «Знак Пошани», 1992 — заслужений працівник освіти України, 1997 — професор, 2003 — відмінник освіти України; 2005 — нагороджений нагрудним знаком Міністерства освіти і науки України «Петро Могила», почесний громадянин міста Кременчука.
Перший директор Кременчуцького філіалу ХПІ, перший ректор КДПІ, КДПУ, академік Української академії наук національного прогресу, член-кореспондент академії технічної кібернетики України, почесний доктор Міттвайдського університету (Німеччина).

## Життєпис
1958 року закінчив Харківський авіаційний інститут. Протягом 1959—1967 років працював інженером та старшим інженером на авіаційних підприємствах Іркутська й Харкова.
У 1967—1969 роках — декан Кіровоградського інституту сільськогосподарського машинобудування.
Протягом 1969—1971 років — декан Кремгесівського загальнотехнічного факультету Полтавського інженерно-будівельного, у 1971—1974 — Харківського автодорожного інститутів.
З 1974 по 1997 рік — директор та завідувач кафедри електротехнічних дисциплін Кременчуцького філіалу Харківського політехнічного інституту.
У 1997 році XXV сесія міськради «за особистий внесок у розвиток освіти, науки і культури в місті, підготовку інженерних кадрів» В. Є. Маслову присвоїла звання «Почесний громадянин міста Кременчука».
У 1997—2000 роках — ректор, одночасно завідувач кафедри електротехніки і електроніки Кременчуцького державного політехнічного університету, 2000 полишає завідувати кафедрою.
Радник ректора Кременчуцького політнехнічного університету з 2002 по 2007 рік.
Завдяки і його зусиллям було створено матеріально-технічну базу Кременчуцького політехнічного університету.
Як професор керував кафедрою електротехніки і електроніки, очолював наукову школу даного напряму.
Як педагог підготував 5 кандидатів технічних наук, в його творчому доробку понад 100 наукових праць.
Був членом ученої ради університету. Протягом понад 15 років — депутат Кременчуцької міської ради.

## Нагороди
- За значний особистий внесок у розвиток вищої освіти в Україні Європейським комітетом громадських організацій ЮНЕСКО нагороджений дипломом та золотою медаллю лауреата міжнародного відкритого рейтингу популярності та якості «Золота Фортуна» у номінації «Якість третього тисячоліття» «За заслуги перед людством».
- Нагороджений дипломом та медаллю національного проекту «Золота книга ділової еліти України».

## Вшанування пам'яті
- 27 травня 2008 р. біля входу головного корпусу Кременчуцького національного університету імені Михайла Остроградського відкрита меморіальна дошка Володимиру Маслову[2], на якій напис: «У цій будівлі протягом 1971—2007 рр. працював засновник і перший ректор Кременчуцького державного політехнічного університету Маслов Володимир Єлисейович — професор, заслужений працівник освіти України, почесний громадянин міста Кременчука».